# الکس گرینوالد
الکس گرینوالد (انگلیسی: Alex Greenwald) موسیقی‌دان، تهیه‌کنندهٔ موسیقی و بازیگر آمریکایی است. او وکالیست اصلی گروه موسیقی راک فانتوم پلنت است.

## زندگی شخصی
در سال ۲۰۱۳، گرینوالد با بازیگر بری لارسون رابطه برقرار کرد. در مه ۲۰۱۶، نماینده لارسون تأیید کرد که این دو نامزدی کرده‌اند. در ۱۰ ژانویه ۲۰۱۹، گزارش شد که گرینوالد و لارسون نامزد خود را به‌هم زده‌اند. در ژوئن ۲۰۲۰، تأیید شد که گرینوالد و بازیگر استرالیایی فیبی تانکین با هم رابطه دارند.